# Copa costa-riquenya de futbol
La Copa costa-riquenya de futbol (Torneo de Copa de Costa Rica) és una competició de futbol per eliminatòries de Costa Rica. S'ha disputat de forma esporàdica i sota diverses denominacions. Serveix de qualificació per la Supercopa Centreamericana i des de 2019 per la CONCACAF League.

## Historial
| Any  | Nom                            | Campió                       |
| ---- | ------------------------------ | ---------------------------- |
| 1925 | Copa Benguria                  | Club Sport La Libertad       |
| 1926 | Copa Camel                     | Liga Deportiva Alajuelense   |
| 1928 | Copa Argentor                  | Liga Deportiva Alajuelense   |
| 1929 | Copa Federación                | Club Sport La Libertad       |
| 1933 | Copa Cafiaspirina              | Club Sport La Libertad       |
| 1934 | Copa Gambrinus                 | Club Sport La Libertad       |
| 1934 | Copa Olímpica                  | Club Sport La Libertad       |
| 1935 | Copa Estadio Nacional          | Club Sport Herediano         |
| 1935 | Copa White Horse               | Club Sport La Libertad       |
| 1937 | Copa Cocomalt                  | Club Sport La Libertad       |
| 1937 | Copa Guatemala                 | Liga Deportiva Alajuelense   |
| 1938 | Copa Esso                      | Orión Fútbol Club            |
| 1939 | Copa Chevrolet                 | Club Sport Herediano         |
| 1941 | Copa Borsalino                 | Liga Deportiva Alajuelense   |
| 1944 | Copa Gran Bretaña              | Liga Deportiva Alajuelense   |
| 1945 | Copa Gran Bretaña              | Club Sport Herediano         |
| 1945 | Copa Guatemala                 | Club Sport Herediano         |
| 1947 | Copa Gran Bretaña              | Club Sport Herediano         |
| 1948 | Copa Gran Bretaña              | Liga Deportiva Alajuelense   |
| 1949 | Copa Gran Bretaña              | Liga Deportiva Alajuelense   |
| 1950 | Copa Gran Bretaña              | Deportivo Saprissa           |
| 1954 | Copa Costa Rica                | Club Sport Herediano         |
| 1955 | Copa Reina del Canadá          | Club Sport Herediano         |
| 1955 | Copa Phillips                  | CF Universidad de Costa Rica |
| 1956 | Copa Hexagonal Interprovincial | Club Sport Herediano         |
| 1959 | Copa Costa Rica                | Club Sport Herediano         |
| 1960 | Copa Presidente                | Deportivo Saprissa           |
| 1961 | Copa ASOFUTBOL                 | Club Sport Herediano         |
| 1963 | Copa Presidente                | Deportivo Saprissa           |
| 1963 | Copa Gastón Michaud            | Club Sport Cartaginés        |
| 1963 | Copa Campeón de Campeones      | Deportivo Saprissa           |
| 1965 | Copa Totogol                   | AD Municipal Turrialba       |
| 1967 | Copa Costa Rica                | AD Barrio México             |
| 1967 | Copa Campeón de Campeones      | Liga Deportiva Alajuelense   |
| 1970 | Copa Costa Rica                | Deportivo Saprissa           |
| 1972 | Copa de Verano                 | AD Barrio México             |
| 1972 | Copa Juan Santamaría           | Deportivo Saprissa           |
| 1974 | Copa Metropolitana             | Liga Deportiva Alajuelense   |
| 1975 | Copa Juan Santamaría           | AD Municipal Turrialba       |
| 1976 | Copa Campeón de Campeones      | Deportivo Saprissa           |
| 1977 | Copa Juan Santamaría           | Liga Deportiva Alajuelense   |
| 1979 | Copa Campeón de Campeones      | Club Sport Cartaginés        |
| 1984 | Copa Asamblea Legislativa      | Club Sport Cartaginés        |
| 1996 | Copa Federación                | Belén Fútbol Club            |
| 2012 | Supercopa                      | Liga Deportiva Alajuelense   |
| 2013 | Copa Banco Nacional            | Deportivo Saprissa           |
| 2014 | Copa Popular                   | Club Sport Cartaginés        |
| 2015 | Copa Banco Popular             | Club Sport Cartaginés        |